# Општина Даржиу (Харгита)
Даржиу (рум. Dârjiu) општина је у Румунији у округу Харгита.
Oпштина се налази на надморској висини од 581 m.